# Avenue du Mont-Royal
Pour les articles homonymes, voir Mont-Royal.
L'avenue du Mont-Royal est une voie de Montréal (Canada).

## Situation et accès
Cette rue, surtout commerciale, traverse l'arrondissement du Plateau-Mont-Royal et une partie de celui de Rosemont–La Petite-Patrie. On y trouve des boutiques, restaurants, cafés et bars. En particulier, il y loge plusieurs friperies et magasins d'échantillons vestimentaires, ainsi que maintes boutiques de livres et de disques usagés.
L'avenue s'étend du chemin de la Côte-Sainte-Catherine, au pied du sommet Outremont du Mont Royal, jusqu'à la rue Frontenac pour sa portion commerciale. Une portion résidentielle reprend à l'est, entre la rue Molson et le boulevard Pie-IX, traversant les terrains des anciennes usines ferroviaires Angus du Canadien Pacifique et aboutissant à l'entrée latérale du Jardin botanique. Elle est située entre la rue Rachel et le Boulevard Saint-Joseph. 
Montréal possède aussi une station de métro qui se nomme Mont-Royal.
L’avenue est piétonne chaque été depuis 2020.

## Origine du nom
L'avenue du Mont-Royal tire probablement sa dénomination de la montagne au pied de laquelle elle conduit, et que Jacques Cartier nomme Mont Royal en 1535. 

## Historique

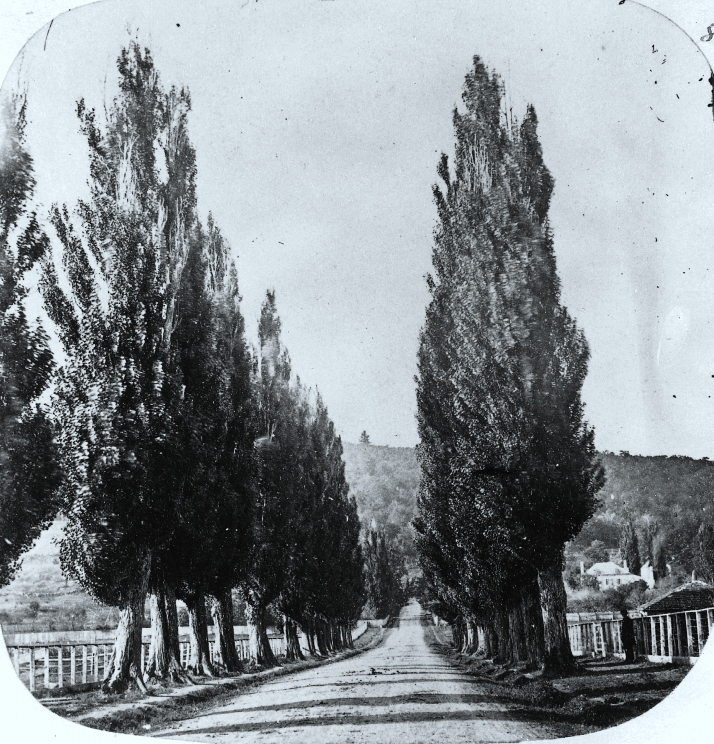
Mile End Road qui deviendra l'avenue du Mont-Royal, vers 1850

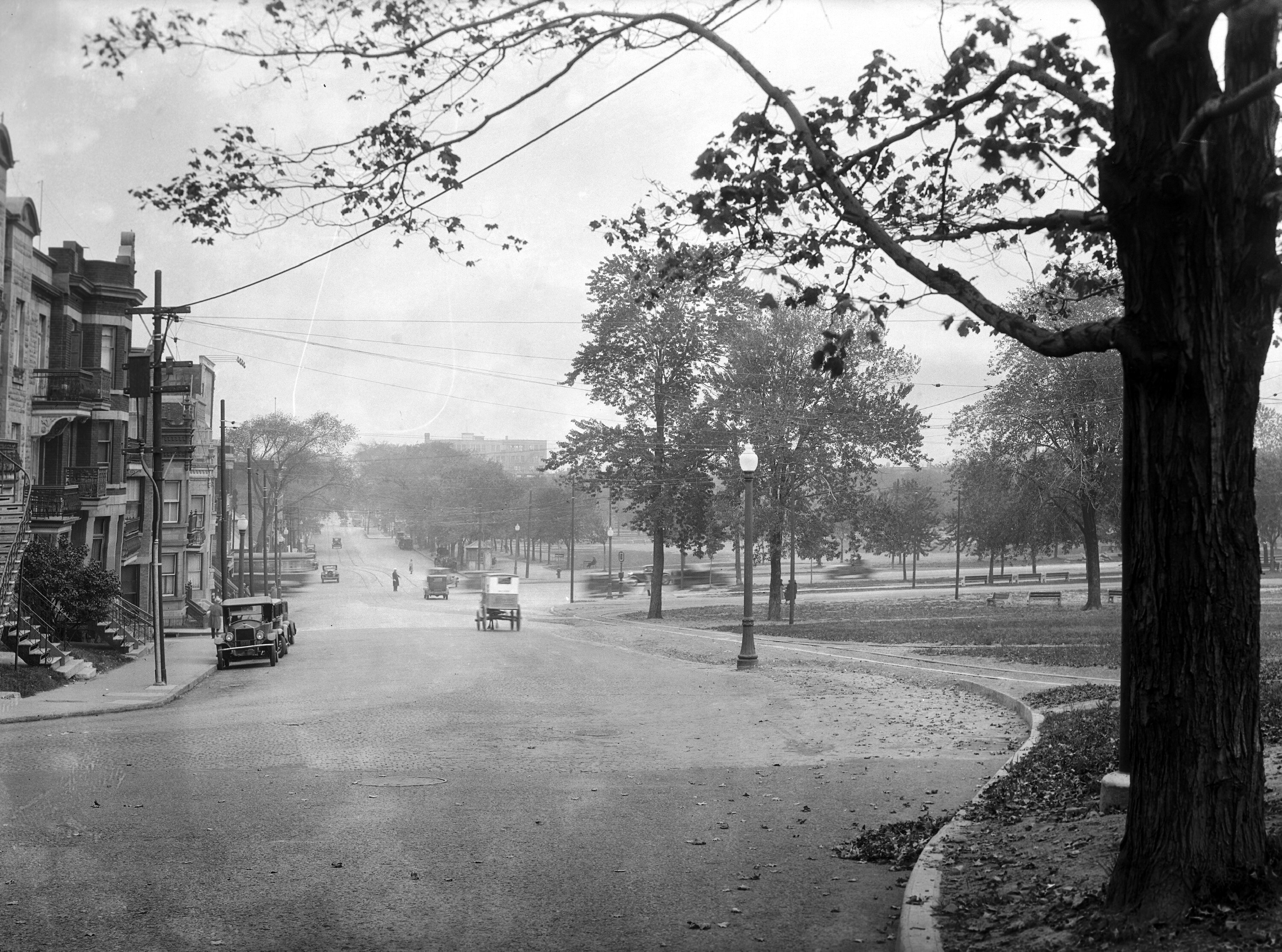
L'avenue a partir du chemin de la Côte-Sainte-Catherine vers 1930

Durant la seconde moitié du XVIIIe siècle, l’activité de la tannerie, qui consiste au traitement des peaux brutes pour en faire du cuir, connaît un essor dans le secteur. De ce fait, plusieurs familles s’installent sur l’avenue du Mont-Royal (anciennement appelé chemin des Tanneries). C’est à partir de ce petit noyau d’habitations, aux abords de l’actuelle avenue Henri-Julien, que débute un chemin sinueux. Ces activités industrielles demeurent toutefois restreintes. Le territoire est peu habité et demeure essentiellement agricole jusqu’au milieu au XIXe siècle. L’avenue du Mont-Royal n’existe alors qu’entre les avenues du Parc et Henri-Julien actuelles. 
Elle marque alors la limite entre la municipalité de Coteau Saint-Louis et le village de Saint-Jean-Baptiste 
Ce territoire se peuple rapidement grâce à la venue, en 1864, du tramway hippomobile de la rue Saint-Laurent, qui permet un lien aisé avec la ville.
En 1890, les pères du Saint-Sacrement ont installé leur sanctuaire sur cette rue, aujourd'hui occupé par les fraternités monastiques de Jérusalem. En 1889, on retrouve encore peu d’habitations sur l’avenue du Mont-Royal, mais la plupart des maisons possèdent déjà une vocation commerciale. 
L’urbanisation du secteur s’accélère à partir de 1884, alors que le territoire de Saint-Jean-Baptiste acquiert le statut de ville et est annexé à Montréal en 1886. Côte-Saint-Louis, pour sa part, devient ville en 1890 et est annexée à Montréal en 1893. Durant cette période, on procède à l’ouverture de nouvelles rues et à l’installation d’infrastructures municipales, telles que aqueduc, égout et parcs. Le prolongement de l’avenue du Mont-Royal et le lotissement du secteur à l’est de l’avenue Henri-Julien s’effectuent à cette même époque. Outre quelques édifices institutionnels, la majorité des bâtiments sont des résidences comportant des locaux commerciaux au rez-de-chaussée, implantés en bordure de la rue.
À l’aube de la Première Guerre mondiale, l’avenue du Mont-Royal est presque entièrement construite. Elle connaît, jusqu’au lendemain de la Seconde Guerre mondiale, une intense activité commerciale. 

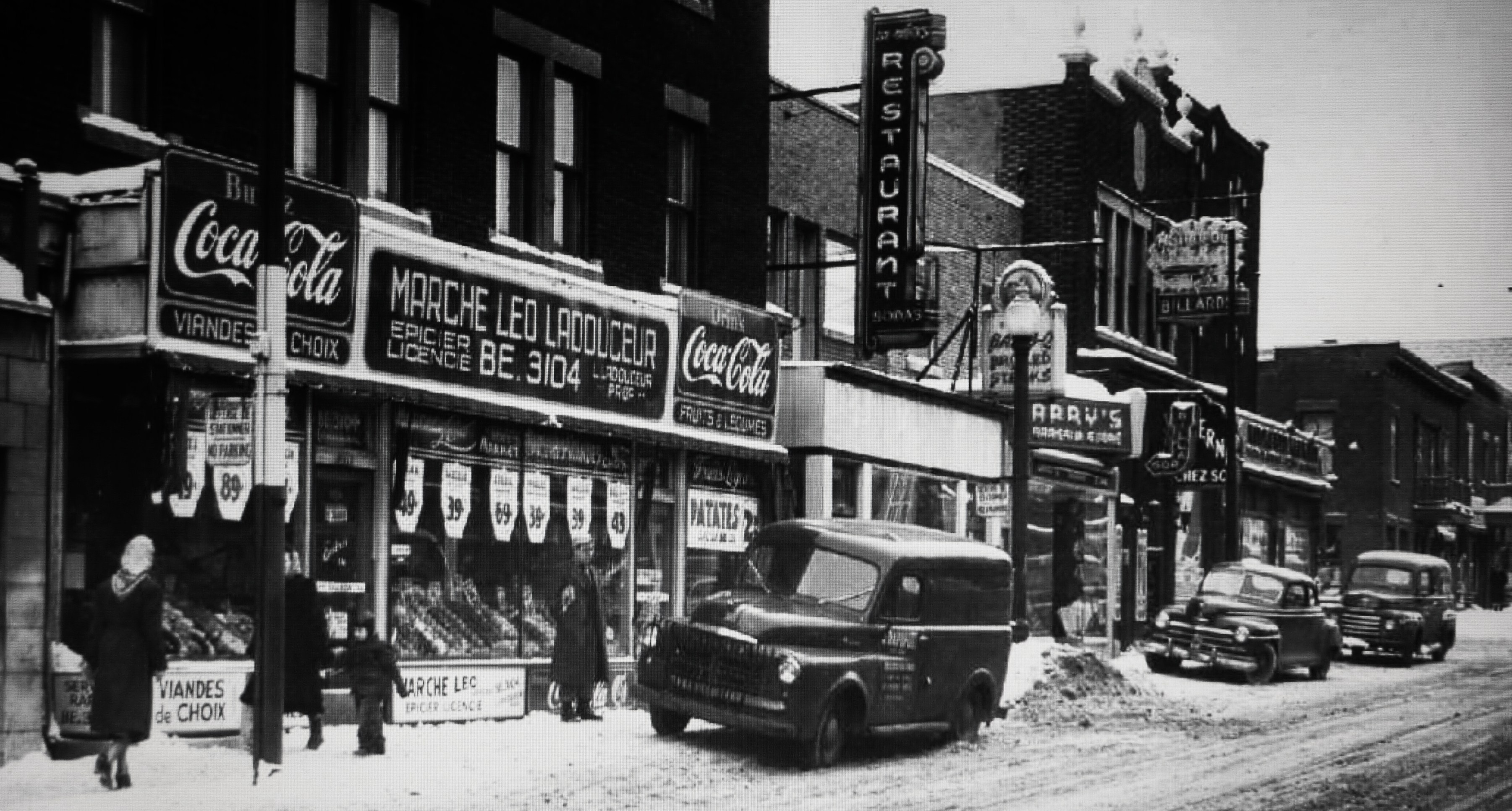
L'avenue en 1952

Dans les années 1940, un conseiller municipal (J.-M. Savignac) mène une campagne pour obtenir le prolongement vers l'est de cette avenue. Un premier tronçon sera prolongé en juin 1952 et un second en février 1986.
L’inauguration, en 1966, de la station de métro Mont-Royal améliore l’accès et l’achalandage du secteur. 
Depuis 1990, plusieurs actions de revitalisation sur l’avenue du Mont-Royal ont été réalisées. Cela a permis la rénovation de nombreux commerces, ainsi que l’aménagement de la Place Gérald-Godin, en 1996, près de la station de métro. 
Depuis les années 1980, la population du Plateau Mont-Royal change en devenant plus jeune et plus scolarisée. Les commerces de l’avenue du Mont-Royal se transforment et deviennent courus.

## Bâtiments remarquables et lieux de mémoire
- Mile End
- Place des Fleurs-de-Macadam
- Beautys

## Intersections notables
- Chemin de la Côte-Sainte-Catherine
- Avenue du Parc
- Rue Saint-Urbain
- Boulevard Saint-Laurent
- Rue Saint-Denis
- Rue Saint-Hubert
- Avenue Papineau
- Avenue de Lorimier
- Rue d'Iberville
- Rue Frontenac
- Boulevard Saint-Michel
- Boulevard Pie-IX

## Gallerie

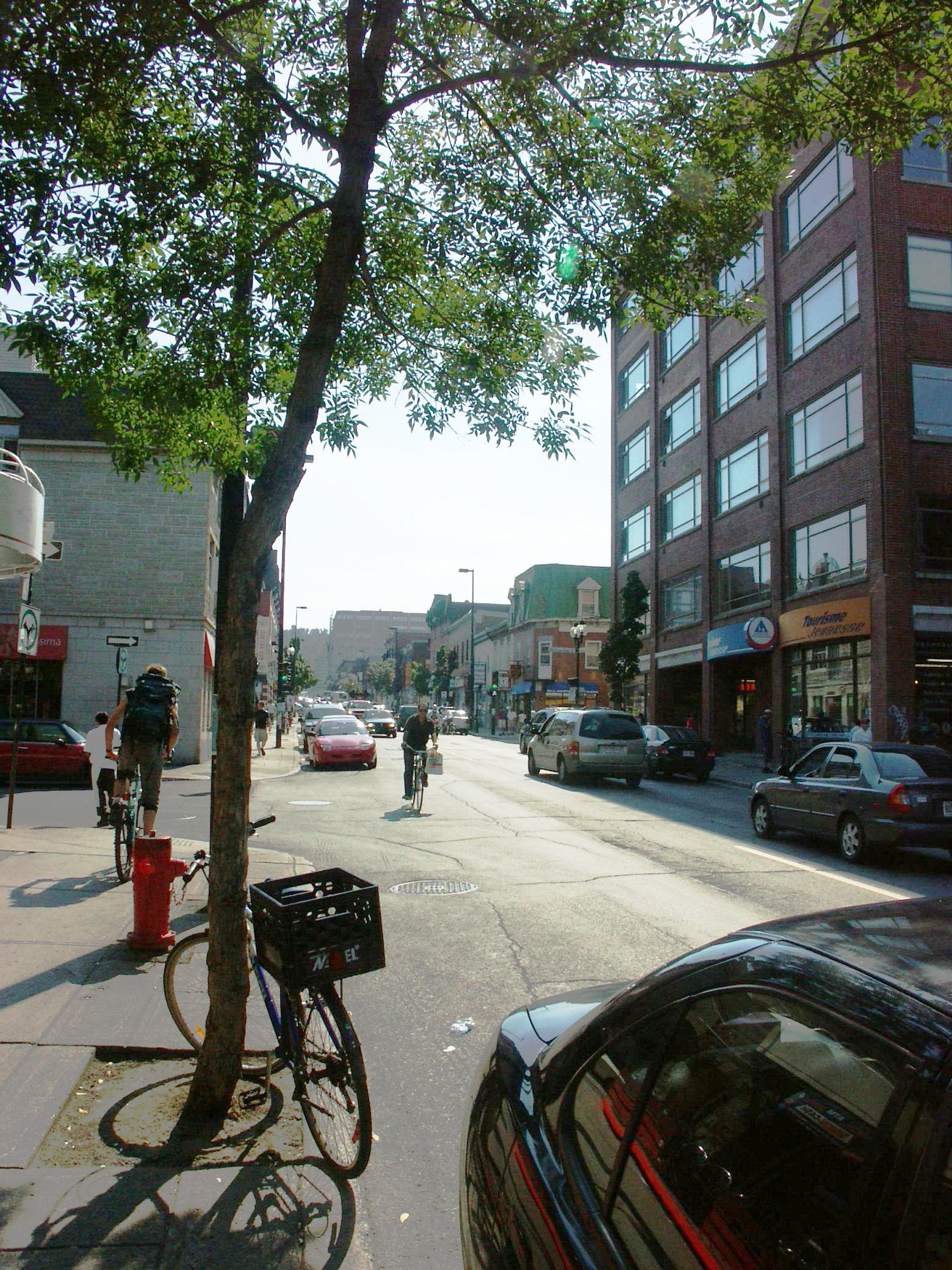
Vue de l'avenue Mont-Royal à l'ouest de la rue Saint-Denis vers l'ouest avec le mont Royal en arrière-plan, août 2005.
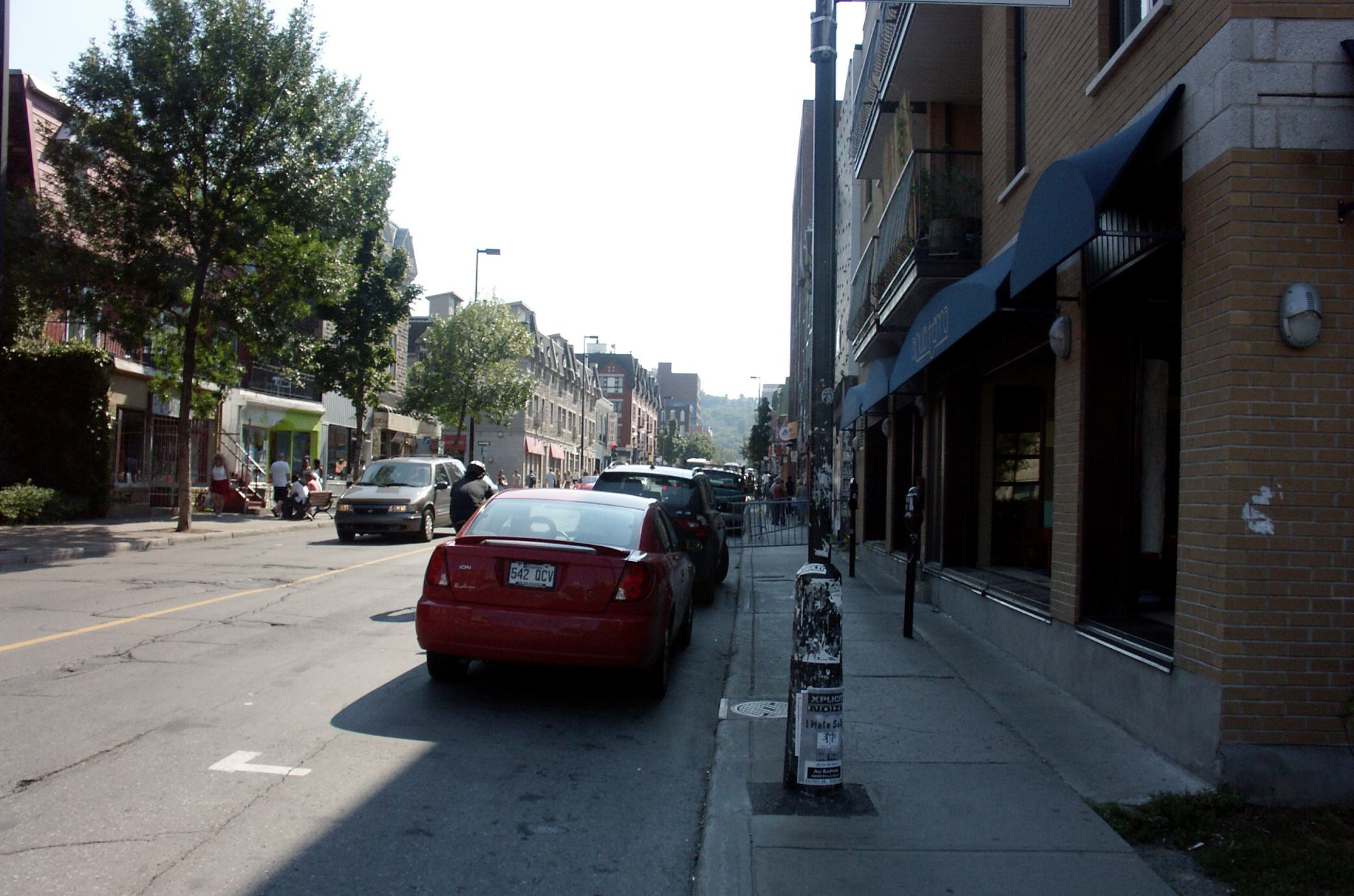
Vue de l'avenue Mont-Royal à l'ouest de la rue Saint-Denis vers l'ouest avec le mont Royal en arrière-plan, août 2005.
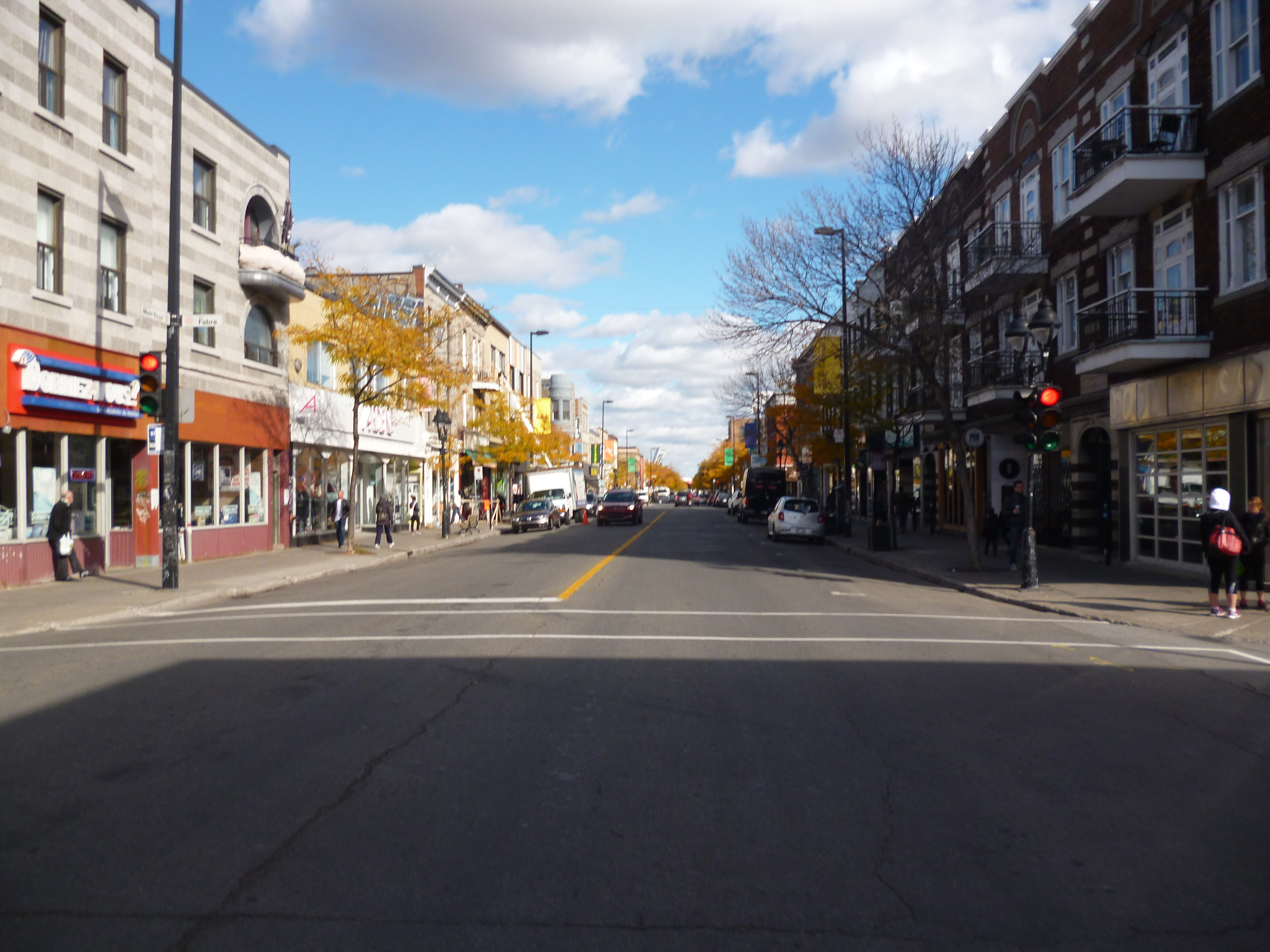
L'avenue, au niveau de son intersection avec la rue Fabre.
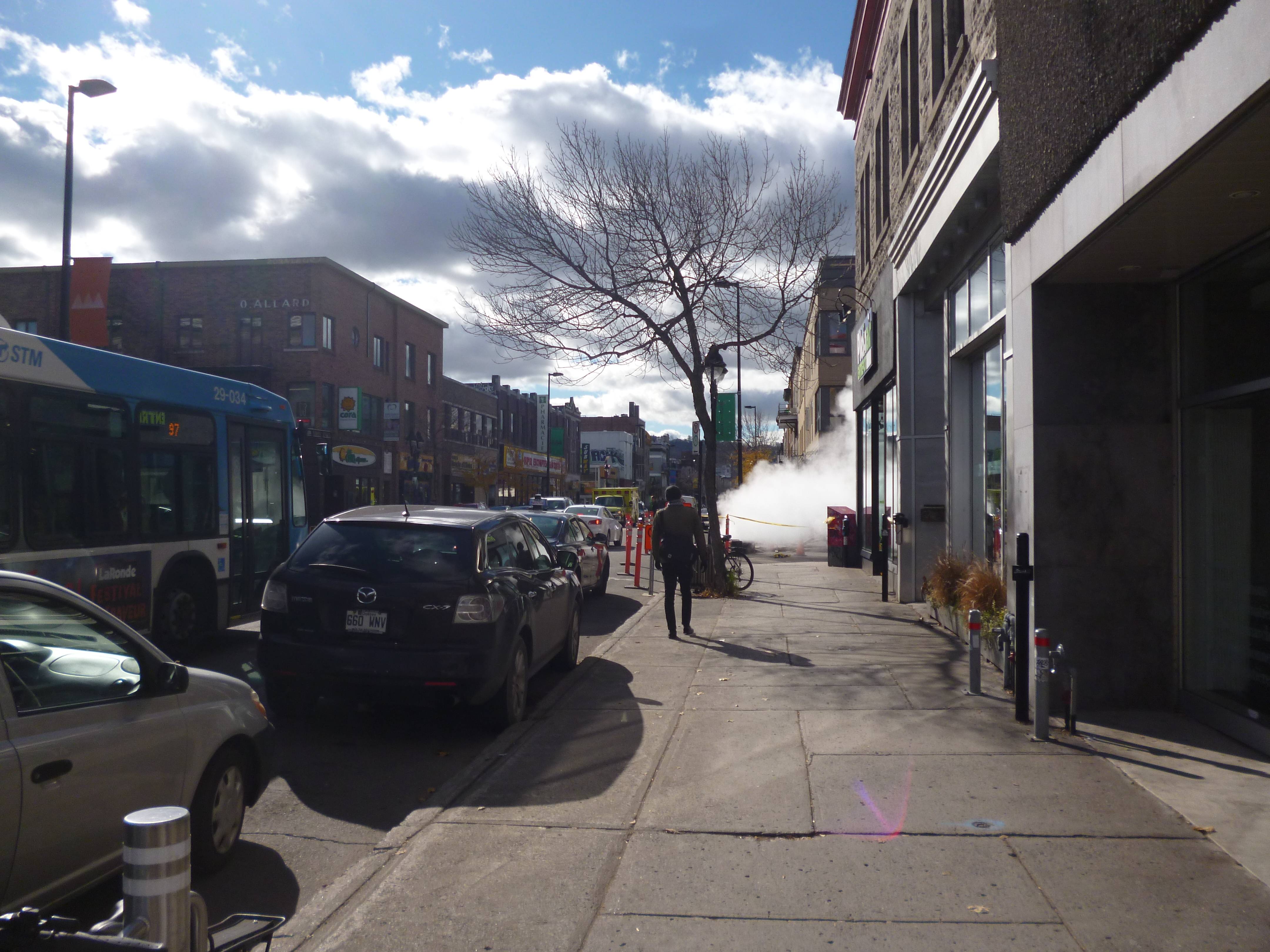
Des travaux sur l'avenue.

## Sources
- (fr) Site officiel Avenue Mont-Royal
- Ville de Montréal, Les Rues de Montréal. Répertoire historique, Édition Méridien, 1995